# The Missing Link (film uit 1980)
The Missing Link (Franse titel: Le Chaînon manquant, Vlaams-Nederlandse titel: De Ontbrekende Schakel, Amerikaanse titel: B.C. Rock) is een Frans-Belgische animatiefilm uit 1980, geregisseerd door Picha en gecoproduceerd door Pils Film (België) en S.N.D. (Frankrijk). Het scenario van de film is geschreven door Tony Hendra en was gebaseerd op een origineel idee van Picha, Jean Colette en Pierre Bartier. De film werd in 1980 ook opgenomen op het filmfestival van Cannes.

## Stemacteurs
| Rol                                                                       | Origineel                                               | *Frans | Amerikaans                                 |
| ------------------------------------------------------------------------- | ------------------------------------------------------- | --- | ------------------------------------------ |
| O ("Stewie Babcock" in de Amerikaanse dub)                                | Ron Venable                                             | Richard Darbois                                                                                                   | Jim Vallely                                |
| Igua ("Bone" in de Amerikaanse dub)                                       | John Graham                                             | Georges Aminel | Jonathan Schmock                           |
| Croak ("Slick" in de Amerikaanse dub)                                     | Bob Kaliban                                             | Roger Carel | Joseph Plewa                               |
| De stomme kloten ("No-Lobes" in het Engels, "Les gros cons" in het Frans) | Christopher Guest Clark Warren Bob Kaliban              | Georges Aminel (nº1) Jacques Ferrière (nº2) William Sabatier (nº3) Roger Carel (nº4)                              | Christopher Guest Clark Warren Bob Kaliban |
| De draak                                                                  | Bill Murray                                             | Philippe Nicaud                                                                                                   | Bill Murray                                |
| De verteller                                                              | Mark E. Smith                                           | Jacques Dacqmine                                                                                                  | Jim Vallely                                |
| Overige stemmen                                                           | Roger Carel, Arlette Thomas, Bob Kaliban en John Graham | Roger Carel, Arlette Thomas, Philippe Nicaud, Marc de Georgi, Georges Aminel, Monique Thierry en William Sabatier | Jim Vallely en Jonathan Schmock            |

## Release
De film ging voor het eerst in première in Frankrijk op 21 mei 1980 (onder de distributie van SND), en ging ook in première in Nederland op 11 december 1980 (onder de distributie van Concorde Film). De film werd in 1984 ook in de VS uitgebracht met een nieuwe titel en stemmencast gemaakt voor het Amerikaanse publiek, die vervolgens in geselecteerde theaters werd uitgebracht (onder de titel "B.C. Rock").